# Boromo
Boromo è un dipartimento del Burkina Faso classificato come città, capoluogo della provincia  di Balé, facente parte della Regione di Boucle du Mouhoun.
Il dipartimento si compone del capoluogo e di altri 8 villaggi: Koho, Lapara, Nanou, Ouahabou, Ouako, Ouroubono, Siguinoguin e Virou.